# Platygaster
Platygaster es un género de avispas parasitoides de la familia Platygastridae. Hay más de 560 especies descritas.
Con antenas fuertemente acodadas, negros, lustrosos. Miden de 1 a 2 mm. Parasitan moscas de las agallas, por ejemplo de los géneros Dasineura y Rhopalomyia. Algunas especies son usadas como controles biológicos. Son de distribución mundial.

## Véase también

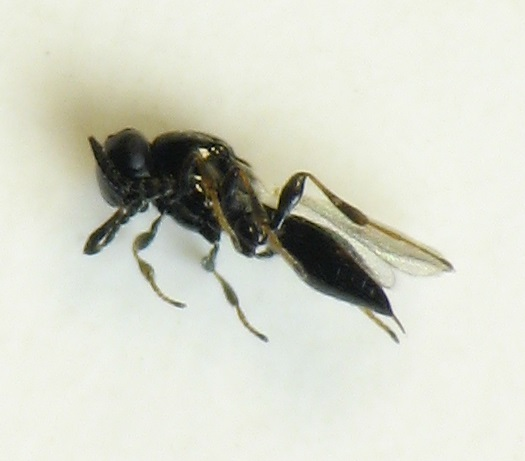
Platygaster sp. hembra
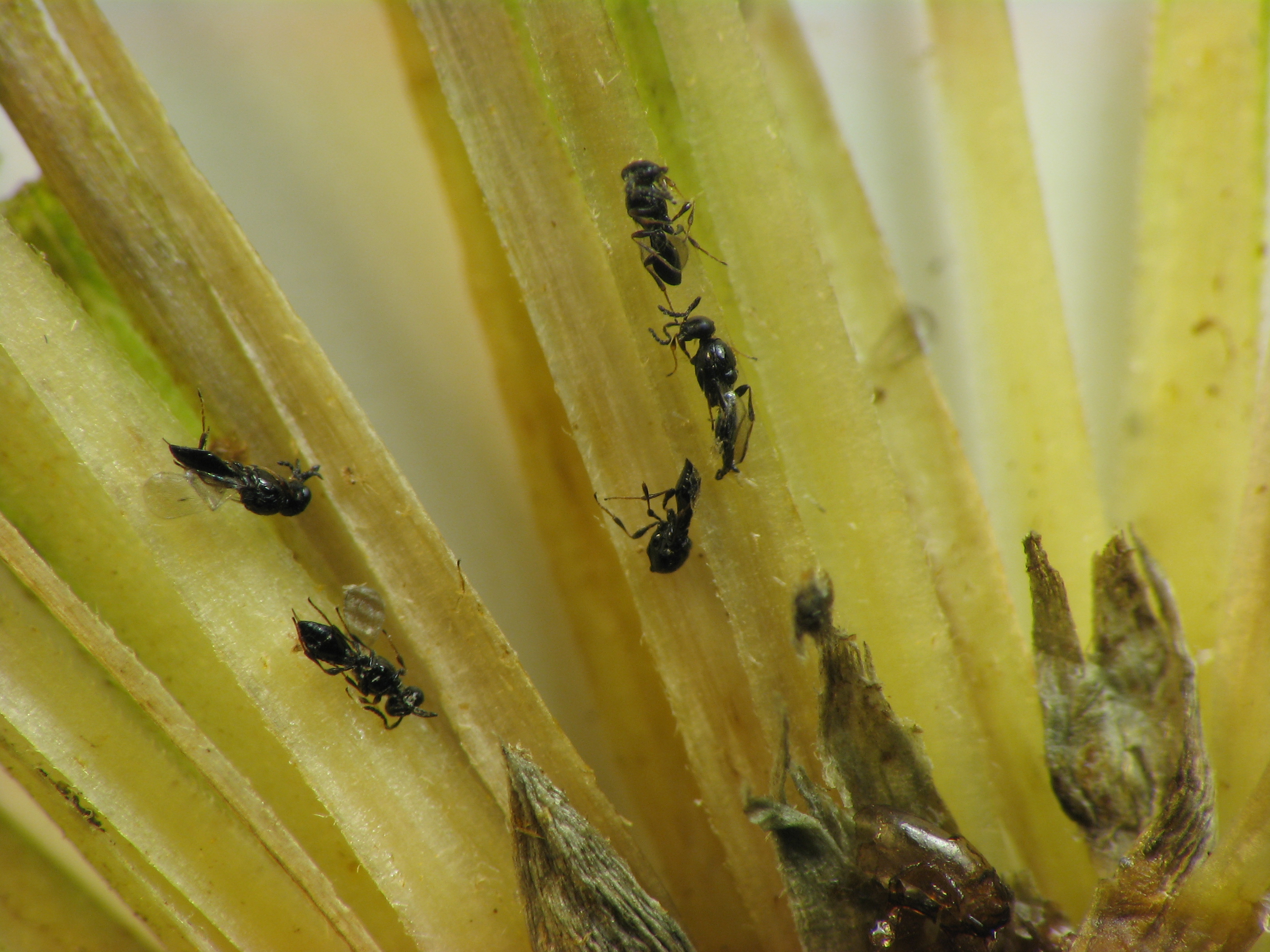
Platygaster sp. en Solidago
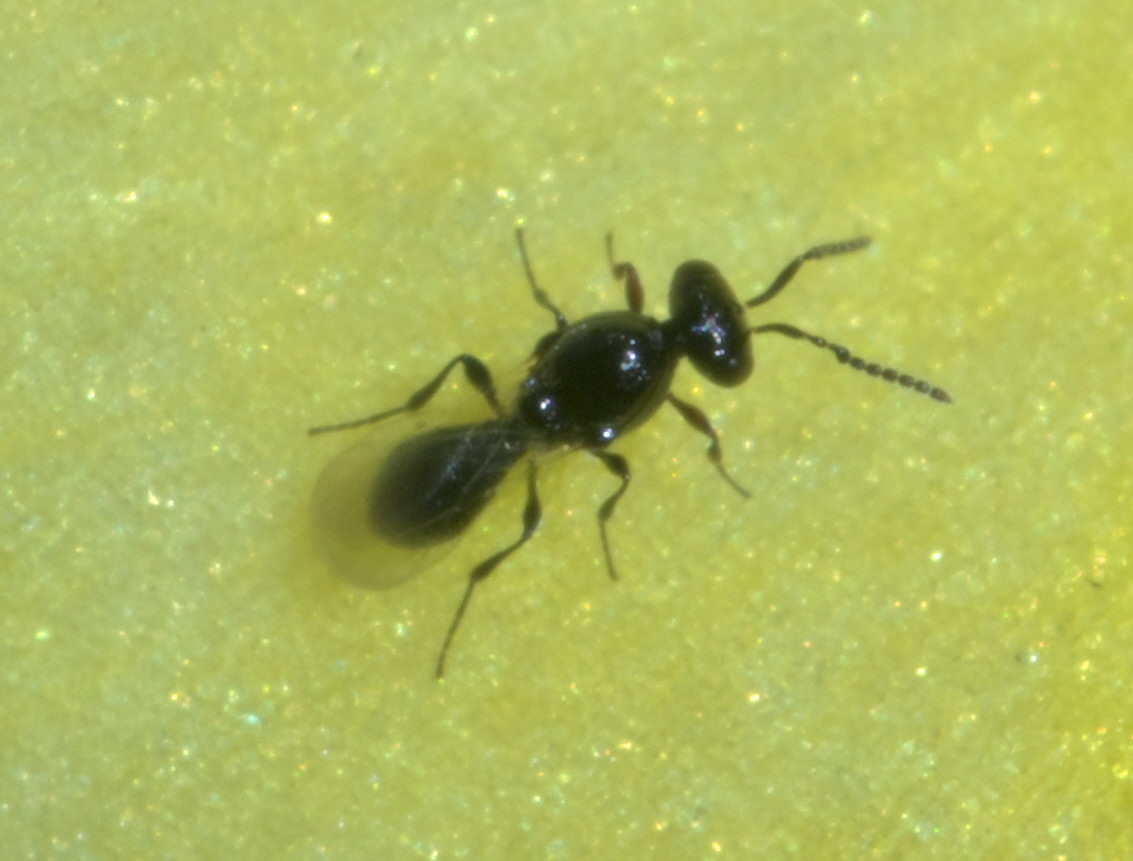
Platygaster